# Klockös göl
Klockös göl är en sjö i Sävsjö kommun i Småland och ingår i Lagans huvudavrinningsområde.